# بيرغيتا يندكفيست
بيرغيتا يندكفيست هي متزلجة على الجليد ‏ سويدية، ولدت في 24 يوليو 1942 في Stugun ‏ في السويد، وتوفيت في 24 فبراير 2010.

## وصلات خارجية
- بيرغيتا يندكفيست على موقع أوليمبيديا (الإنجليزية)
- بيرغيتا يندكفيست على موقع اللجنة الأولمبية السويدية (السويدية)